# Nicolas Lopez (escrime)
Pour les articles homonymes, voir Nicolas Lopez et Lopez.
Nicolas Lopez (né le 14 novembre 1980 à Tarbes) est un escrimeur français, pratiquant le sabre.
Il est licencié à l’Amicale tarbaise d'escrime, son club formateur.
Pour ses premiers Jeux olympiques à Pékin le 12 août 2008, Nicolas Lopez réalise un parcours remarquable. Débutant en 32e de finale, soit un tour avant les meilleurs de sa discipline, le sabreur enchaîne avec une victoire (15-7) sur le légendaire champion olympique d'Atlanta et double champion du monde en titre, le Russe Stanislav Pozdniakov. Dès lors, il s'ouvre le tableau pour atteindre les demi-finales où il élimine le champion olympique à Sydney en 2000, le Roumain Mihai Covaliu (15-13). En revanche, le public chinois transcende en finale Zhong Man qui fait la différence sur la seconde partie du match face à Nicolas Lopez et s'impose 15 touches à 9.
Avec Julien Pillet, Boris Sanson et Vincent Anstett, Nicolas Lopez remporte ensuite la médaille d'or du tournoi par équipes, en battant l'équipe des États-Unis en finale.

## Palmarès
- Jeux olympiques
  -  Médaille d'or par équipes lors des Jeux olympiques d'été 2008 à Pékin
  -  Médaille d'argent lors des Jeux olympiques d'été 2008 à Pékin

- Championnats du monde d'escrime
  -  Médaille d'or par équipes au sabre lors des Championnats du monde d'escrime 2006 à Turin
  -  Médaille d'argent par équipes au sabre lors des Championnats du monde d'escrime 2007 à Saint-Pétersbourg
  -  Médaille de bronze par équipes au sabre lors des Championnats du monde d'escrime 2005

- Championnats d'Europe d'escrime
  -  Médaille d'argent par équipes au sabre lors des championnats d'Europe 2001
  -  Médaille de bronze au sabre individuel lors des championnats d'Europe   2005
  -  Médaille de bronze par équipes au sabre lors des championnats d'Europe 2007 et 2009

- Championnats de France d'escrime
  -  Médaille d'or aux Championnats de France 2005
  -  Médaille d'or aux Championnats de France 2006
  -  Médaille d'or aux Championnats de France 2008
  -  Médaille d'or aux championnats de France 2012
  -  Deuxième aux Championnats de France 2007
- autres 
  - Champion du monde junior par équipes en 1999

## Citations
- Dans Le Parisien du 18 août 2008, à propos de ses livres de chevet du moment, Dieu et l'État de Bakounine ou Le droit à la paresse de Paul Lafargue : « J'ai aussi un point de vue d'homme, une vision politique, qui fait que les Jeux, c'est aussi le business, la représentation du capitalisme moderne, le gigantisme, la pub. »

## Distinction
- Chevalier de la Légion d'honneur en 2008[2]